# Персийска съветска социалистическа република
Персийската съветска социалистическа република (на персийски: جمهوری شوروی سوسیالیستی گیلان – jomhuri-ye šuravi-ye sosiâlisti-ye gilân), известна още ѝ като Гилянска съветска република, е съветска република, просъществувала в периода юни 1920 – септември 1921 г. в иранския остан Гилян. Основана е от Мирза Кучек хан, лидер на Конституционалистическото движение на Гилян и „джангали“ – партизани, с помощта на съветската Червена армия.

## История
Движението „Джангали“ стартира през 1914 г. и е допълнителен опит за засилване на тежестта след победата на болшевиките в Русия. През май 1920 г. Съветският Каспийски флот начело с Фьодор Разколников, придружен от Серго Орджоникидзе, влизат в каспийското пристанище Анзали. Формално тази мисия е обявена като преследваща руските кораби и боеприпаси, откарани в Анзали от белия руски контрареволюционер генерал Деникин, който получава убежище от британските сили в Анзали. Малко след това британският гарнизон е евакуиран без съпротива, като силите се изтеглят в Манджил.
Между редиците на „Джангали“ много хора смятат, че предложението на болшевиките е реално решение на проблема, споделяно както от Русия, така и от Иран, а именно доминация на горните класове и императорския двор. Заместникът на Кучак хан, Ехсанола хан, преминава на страната на комунистите и става ревностен защитник на съюза с болшевиките. Въпреки предпазливостта и колебанието си към подобна идея, Кучак хан, на база своето религиозно и националистическо минало, приема, и джангалите се присъединяват към споразумението с болшевиките.
Това сътрудничество със съветските революционери се базира на няколко условия, включително и обявяването на Персийската съветска социалистическа република под негово ръководство и липса на каквато и да е пряка намеса от страна на Съветския съюз във вътрешните работи на републиката. Те се съгласяват да подкрепят Мирза с боеприпаси и войници.

## Официално обявяване на републиката
През май 1920 г. Гилянската съветска република, официално позната като Персийска съветска социалистическа република, се появява на картата. Трябва да се отбележи, че републиката не разпределя земя за бедните селяни, които са разглеждани като консервативна позиция от по-радикалните сили на движението Джангал. Ето защо и скоро се появяват и първите разногласия между Кучак хан и неговите последователи от една страна и Съветите и Иранската комунистическа партия от друга.
На 9 юни Мирза Кучак хан напуска столицата Ращ в знак на протест, а също така и за да избегне военна конфронтация (каквато винаги избягва, дори и в сблъсъка с централните правителствени сили) като така отваря път на Иранската комунистическа партия (Едалат) с цел преврат. Новата администрация, начело с Ехсанола хан, под влиянието на съветския комисар Абуков, предприема радикални действия като антирелигиозна пропаганда, както и принудително вземане на пари от по-богатите земевладелци.
Консервативните елементи, характеризиращи тези мерки са следствие на дългогодишното Руско присъствие и влияние в този регион. Също така Републиката губи подкрепата на основната част от населението, вследствие на големия брой военни бежанци, заливащи градските центрове, като по този начин създават и значителен икономически проблем.

## Преврат
Усилията на президента да разреши кървавите спорове чрез изпращане на петиция до Ленин не водят до разрешаване на проблема. До 1921 г. и особено след споразумението, постигнато между Съветския съюз и Великобритания, съветите решават да не оказват допълнителна подкрепа на Гилянската съветска република. Следователно Руско-персийския договор за приятелство бива подписан (1921), като осигурява мирни взаимоотношения между двете страни и оттегляне на Съветските войски.
Малко след това Реза Хан Мирпандж и Сеид Зияедин Табатабае осъществяват преврат и затвърждават контрола си върху Гилян и Мазандаран. Съществуването на Гилянската съветска република приключва през септември 1921 г. Оттеглили се сами в планината Халхал, ррезидентът Мирза и неговия германски приятел Гаук, умират от замръзване. Според някои източници, тялото на Мирза е обезглавено от местен земеделец, като главата му е показана в Ращ с цел създаване на нова хегемония от страна на правителството над революции и революционни движения.

## Исторически анализ
Някои историци се опитват да анализират причините за разпадането на движението „Джангал“. На основата на проучвания, включително и тези на Грегор Йегикян и Ебрахим Факрауи (министър на културата в кабинета на Кучак Хан) предполагат роля на двете екстремистки движения. От една страна, комунистическата партия Едалат, която провокира противопоставящи се религиозни чувства сред обществото, и религиозните и в същото време консервативни възгледи на Кучак Хан относно сътрудничеството с Комунистическата партия.
Друго предположение е смяната на политиката от Съветска страна относно световна революция срещу създаването и защитата на Съветския съюз, което е и основна причина за оттегляне на подкрепата на Гилянската съветска република. Този втори вариант получава по-голяма подкрепа и е причина за подписването на споразумението между Великобритания и Съветите. Кореспонденцията между Теодор Родщайн – съветски посланик в Техеран и Мирза Кучак Хан ясно подкрепя дадената гледна точка.